# Jorge I da Grã-Bretanha
Jorge I (Hanôver, 28 de maio de 1660 – Osnabruque, 11 de junho de 1727) foi o Rei da Grã-Bretanha e Irlanda de 1 de agosto de 1714 até sua morte, e também o Eleitor de Hanôver a partir de 1698.
Jorge nasceu em Hanôver e herdou os títulos e terras de seu pai e tios. Sucessivas guerras expandiram seus domínios germânicos, e ele foi ratificado como príncipe-eleitor de Hanôver em 1708. Após a morte da rainha Ana da Grã-Bretanha, Jorge ascendeu ao trono britânico aos 54 anos como o primeiro monarca da Casa de Hanôver. Apesar de mais de cinquenta católicos terem uma relação de parentesco mais próxima de Ana, o Decreto de Estabelecimento de 1701 impedia que católicos assumissem o trono britânico; Jorge era o parente protestante mais próximo da rainha. Em retaliação, os jacobitas tentaram sem sucesso depor Jorge e substituí-lo pelo meio-irmão católico de Ana, Jaime Francisco Eduardo Stuart.
Durante o reinado de Jorge, os poderes da monarquia foram diminuídos e a Grã-Bretanha começou uma transição para o sistema moderno de governo do conselho de ministros liderados por um primeiro-ministro. Ao final de seu reinado, o verdadeiro poder foi exército por Sir Robert Walpole. Jorge morreu durante uma viagem de volta para Hanôver, sendo sucedido pelo filho Jorge II.

## Início de vida
Jorge nasceu no dia 28 de maio de 1660 em Hanôver, Sacro Império Romano-Germânico, filho mais velho de Ernesto Augusto de Hanôver e Sofia do Palatinado, neta do rei Jaime VI da Escócia & I da Inglaterra através de sua mãe, Isabel da Boémia.
Durante o primeiro ano de sua vida, Jorge foi o único herdeiro dos territórios germânicos de seu pai e tios. Em 1661, seu irmão Frederico Augusto nasceu e os dois meninos foram criados juntos. Sofia ausentou-se da vida dos filhos por quase um ano entre 1664 e 1665 enquanto fazia uma longa e convalescente viagem pela Itália, porém correspondeu-se regularmente com a governanta dos filhos e mostrou grande interesse em seus crescimentos, principalmente após retornar. Depois de sua viagem, ela deu à luz outros quatro filhos e uma filha. Em sua cartas, Sofia descreve Jorge como uma criança responsável, consciente e que estabelecia um exemplo para seus irmãos mais novos.
Em 1675, seu tio mais velho morreu sem deixar descendentes, porém seus outros dois tios tinham se casado, ameaçando colocar em perigo a perspectiva de Jorge herdar alguma propriedade de seus tios caso eles tivessem filhos. Ernesto Augusto levava Jorge para caçar a cavalgar e lhe mostrava assuntos militares; ciente do futuro incerto do filho, Ernesto Augusto levou Jorge, então com quinze anos de idade, para campanha na Guerra Franco-Holandesa com a intenção de testar e treinar seu filho em batalha.
Outro tio de Jorge morreu em 1679 sem deixar descendentes e Ernesto Augusto tornou-se Duque de Calenberg-Gotinga, com sua capital em Hanôver. Jorge Guilherme de Brunsvique-Luneburgo, o tio restante de Jorge, casou-se com sua amante para poder legitimar sua única filha, Sofia Doroteia de Brunsvique-Luneburgo, porém era improvável que ele tivesse outros filhos. Sob a lei sálica, os territórios podiam ser herdados apenas por homens, e dessa forma estava garantida a sucessão de Jorge e seus irmãos aos territórios de seu pai e tios. A família adotou o princípio da primogenitura em 1682, significando que Jorge herdaria todos os territórios e não precisaria dividi-los com os irmãos.

## Casamento

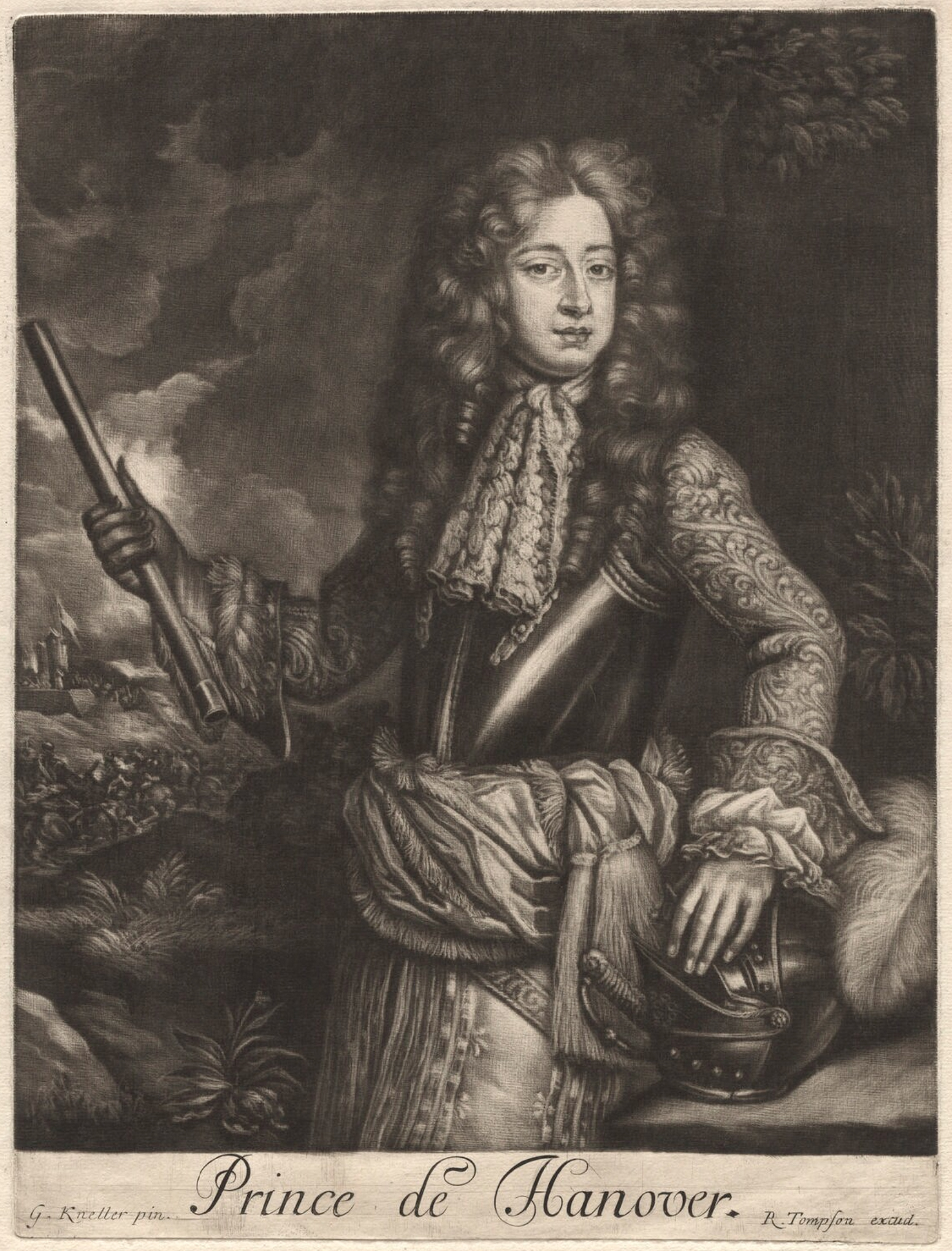
Jorge, Príncipe de Hanôver, em 1680, por Godfrey Kneller, na National Portrait Gallery

Também em 1682, Jorge se casou com sua prima Sofia Doroteia de Brunsvique-Luneburgo, conseguindo heranças adicionais que, de outra maneira, estariam fora da lei sálica. O casamento foi arranjado primariamente para garantir uma rica receita anual e ajudar na unificação de Hanôver e Celle. Sua mãe inicialmente era contra porque a mãe de Sofia Doroteia não era de nascimento real. Entretanto, ela acabou concordando depois de avaliar as vantagens que o casamento traria.
No ano seguinte, seu irmão Frederico Augusto participou da Grande Guerra Turca na Batalha de Viena e Jorge e Sofia Doroteia tiveram seu primeiro filho, Jorge Augusto. Em 1684, Frederico Augusto recebeu a notícia que a família havia adotado a primogenitura, significando que não receberia parte das terras de seu pai como esperado. Isso criou um distanciamento entre pai e filho e também entre os irmãos, que durou até a morte de Frederico Augusto em combate no ano de 1690. Ernesto Augusto, com a iminente formação de um único Estado hanoveriano e suas constantes contribuições para as guerras do império, tornou-se Eleitor do Sacro Império Romano-Germânico em 1692. As perspectivas de Jorge eram melhores ainda como único herdeiro do eleitorado do pai e ducado do tio.
Sofia Doroteia teve uma filha em 1687, Sofia Doroteia, porém nunca mais engravidou. O casal se afastou um do outro – Jorge preferia a companhia de sua amante, Melusine von der Schulenburg, com quem teve duas filhas em 1692 e 1693; enquanto isso, Sofia Doroteia teve seu próprio romance com o conde sueco Filipe von Königsmarck. Ameaçados com um escândalo, a corte hanoveriana, incluindo os irmãos de Jorge e Sofia, imploraram sem sucesso para que o casal terminasse a relação. De acordo com fontes diplomáticas dos inimigos de Hanôver, o conde foi morto em julho de 1694, possivelmente com a conivência de Jorge, e seu corpo jogado no rio Leine amarrado com pedras. Afirma-se que o assassinato foi cometido por quatro cortesãos de Ernesto Augusto, um dos quais (Nicolò Montalbano) recebeu a enorme quantia de 150.000 táleres, que era por volta cem vezes mais que o salário do ministro mais bem pago. Rumores posteriores afirmavam que von Königsmarck foi esquartejado e enterrado embaixo do palácio de Hanôver. Entretanto, fontes internas da própria Hanôver, incluindo Sofia, negaram ter qualquer conhecimento sobre o paradeiro do conde.
O casamento de Jorge e Sofia Doroteia foi dissolvido sob alegação que ela havia abandonado o marido, não por adultério. Jorge, com o apoio do pai, mandou prender Sofia Doroteia na Casa Ahlden, em Celle, onde ela ficou até morrer mais de trinta anos depois. Ela não podia ver os filhos nem o pai, era proibida de casar-se novamente e não podia andar desacompanhada pelos jardins da mansão. Porém, ela recebia uma pensão e tinha criados ao seu dispor, também podendo andar de carruagem sob supervisão.

## Reinado em Hanôver

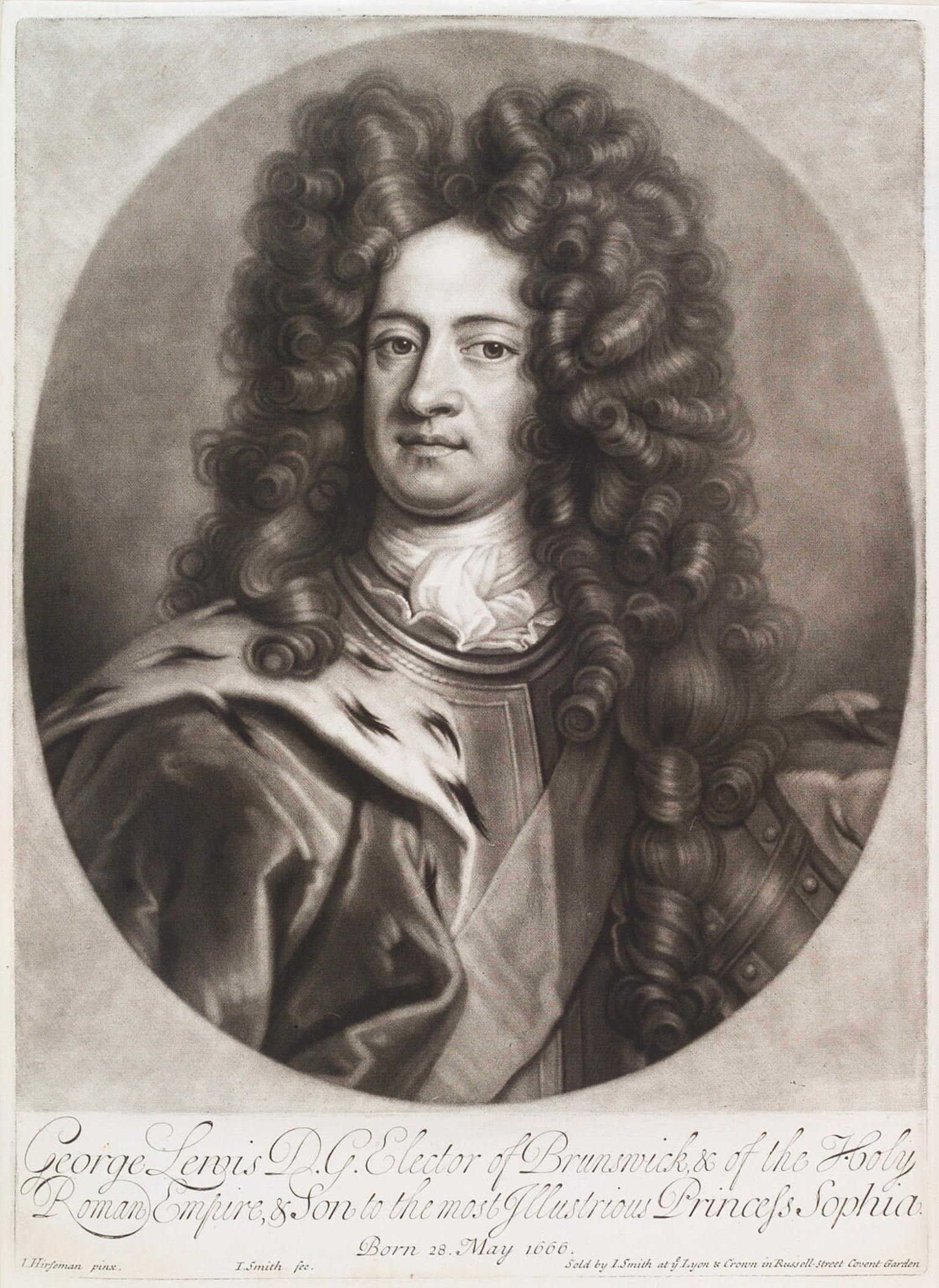
Jorge em 1706, por John Smith, na National Portrait Gallery

Ernesto Augusto morreu em 23 de janeiro de 1698 deixando todos os seus territórios para Jorge com exceção do Principado Episcopal de Osnabruque, um cargo que ele exerceu desde 1661. Jorge então tornou-se Duque de Brunsvique-Luneburgo (também conhecido como Hanôver por causa de sua capital) e também Arquitesoureiro e Príncipe-eleitor do Sacro Império Romano-Germânico.
Pouco depois de Jorge ascender aos seus novos títulos, o príncipe Guilherme, Duque de Gloucester, o segundo na linha de sucessão ao trono britânico, morreu. Pelos termos do Decreto de Estabelecimento de 1701, Sofia, a mãe de Jorge, foi designada como herdeira do trono inglês caso Guilherme III & II, o atual monarca, e a princesa Ana, sua cunhada, morressem sem deixar descendentes. A sucessão foi designada dessa maneira porque Sofia era a parente protestante mais próxima da família real britânica; cinquenta e seis católicos com parentesco mais próximo foram preteridos. Era também remota a possibilidade de algum deles se converter a alguma religião protestante; alguns já haviam até recusado.
Jorge recebeu a Ordem da Jarreteira em agosto de 1701 e o ex-rei Jaime II & VII, o católico com pretensão mais próxima ao trono, morreu seis semanas depois. Guilherme III & II morreu em março de 1702 e Ana tornou-se rainha. Sofia então virou na herdeira presuntiva. Ela tinha 35 anos a mais que Ana, porém estava em boa forma e investiu bom tempo e energia para garantir sua sucessão ou a do filho. Entretanto, foi Jorge quem compreendeu as complexidades da política inglesa e da constituição, que precisou de leis em 1705 para naturalizar Sofia e seus herdeiros como súditos britânicos, além de garantir os detalhes da transferência de poder através do conselho regencial. No mesmo ano, o tio restante de Jorge morreu e ele herdou Luneburgo-Grubenhagen.

Hanôver c. 1720. Durante o reinado de Jorge, Hanôver adquiriu Lauemburgo e Brema-Verden.

A Guerra da Sucessão Espanhola começou pouco depois da ascensão de Jorge em Hanôver. Em disputa estava o direito de Filipe de Anjou, neto do rei Luís XIV da França, de suceder ao trono espanhol sob os termos do testamento do rei Carlos II. O Sacro Império Romano-Germânico, as Províncias Unidas dos Países Baixos, a Inglaterra, Hanôver e outros estados germânicos se opunham a Filipe por acreditarem que a Casa de Bourbon ficaria muito poderosa se controlasse a Espanha. Jorge, como parte do esforço de guerra, invadiu o estado vizinho de Brunsvique-Volfembutel, escrevendo ele mesmo alguns dos comandos de batalha. A invasão foi um sucesso, com poucas perdas. Como recompensa, a anexação de Saxe-Lauemburgo feita pelo tio de Jorge foi reconhecida pelos britânicos e holandeses.
Em 1706, Maximiliano II Emanuel, Eleitor da Baviera, foi retirado de seus cargos e títulos por aliar-se com Luís contra o império. No ano seguinte, Jorge foi nomeado marechal de campo em comando do exército imperial ao longo do rio Reno. Seu período não foi tão bem-sucedido, parcialmente porque ele foi enganado por seu aliado, John Churchill, 1.° Duque de Marlborough, em um ataque de diversão, e parcialmente porque o imperador José I apropriou-se de fundos necessários para sua campanha. Mesmo assim, os príncipes germânicos acharam que se saiu bem. Eles oficialmente confirmaram sua posição como príncipe-eleitor em 1708 por causa de seu desempenho. Jorge não ficou com rancor contra o Duque de Marlborough por compreender que suas ações eram parte de um plano para atrair as forças francesas de um ataque principal.

Jorge renunciou do cargo de marechal em 1709, nunca mais voltando ao serviço. Em 1710, ele foi nomeado Arquitesoureiro do Império, um cargo que era normalmente ocupado pelo Eleitor do Palatinado – a ausência de um Eleitor da Baviera permitiu uma reorganização dos cargos. A morte do imperador em 1711 ameaçou destruir o equilíbrio do poder na direção oposta, encerrando a guerra em 1713 com a ratificação do Tratado de Utrecht. Filipe recebeu permissão de ascender ao trono espanhol como Filipe V, porém foi retirado da sucessão francesa e o Eleitorado da Baviera foi restaurado.

## Reinado na Grã-Bretanha

### Ascensão

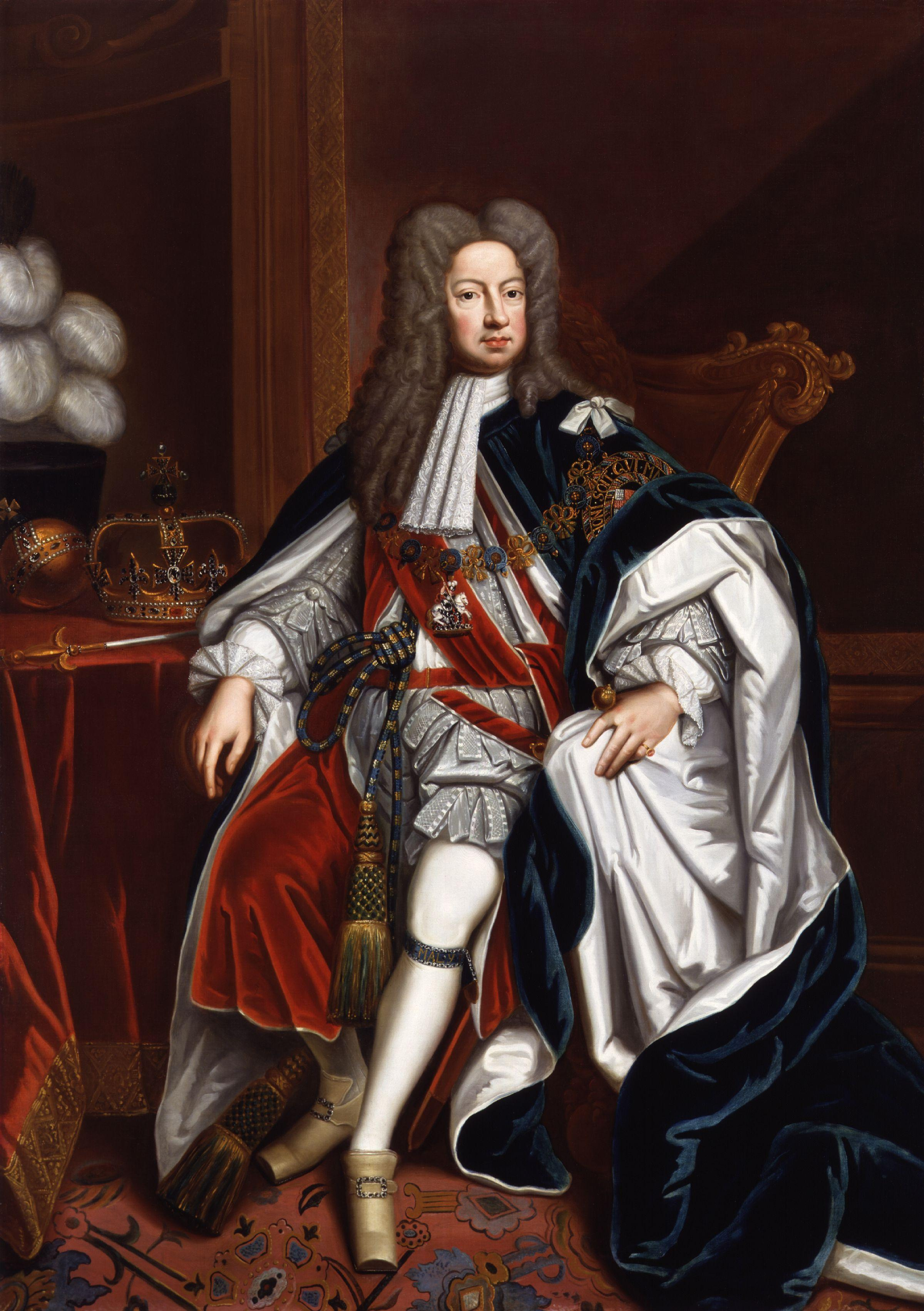
Jorge c. 1714, por Godfrey Kneller, na National Portrait Gallery

Apesar da Inglaterra e da Escócia reconhecerem Ana como sua rainha, apenas o parlamento inglês tinha escolhido Sofia como sua herdeira. O parlamento escocês ainda não havia encerrado formalmente a questão da sucessão do trono escocês. Em 1703, a Escócia aprovou um projeto de lei que declarava que sua escolha do sucessor de Ana não seria o mesmo indivíduo que o sucessor inglês, exceto se a Inglaterra garantisse liberdade total para a troca de mercadorias escocesas nas colônias e na Inglaterra. O Consentimento Real foi inicialmente retido, porém Ana concordou com as exigências da Escócia no ano seguinte e aprovou o projeto, que se transformou no Decreto da Seguridade de 1704. Em resposta, o parlamento inglês aprovou medidas que ameaçavam restringir a troca anglo-escocesa e enfraquecer a economia da Escócia se eles não concordassem com a sucessão hanoveriana. Posteriormente, os dois parlamentos concordaram com o Tratado de União de 1707 que unia a Inglaterra e a Escócia em uma única entidade política, o Reino da Grã-Bretanha, e assim definindo as regras da sucessão como previstas no Decreto de Estabelecimento de 1701.
Os políticos whigs acreditavam que o parlamento tinha o direito de determinar a sucessão e colocá-la no parente protestante mais próximo da rainha, enquanto os tories estavam mais inclinados a acreditar no direito hereditário dos Stuarts. Jorge anunciou em 1710 que sucederia ao trono britânico pelo direito hereditário, já que o direito tinha sido removido dos católicos da Casa de Stuart, sobrando apenas ele. "Essa declaração foi feita para rebater a interpretação dos whigs de que o parlamento havia lhe dado o reino [e] ... convencer os tories de que ele não era nenhum usurpador".
Sofia morreu em 8 de junho de 1714 aos 83 anos de idade. Ela desmaiou nos Jardins de Herrenhausen enquanto corria para se abrigar da chuva. Jorge era agora o herdeiro direto de Ana. Ele rapidamente revisou os membros do Conselho Regencial que assumiriam o poder após a morte da rainha, já que era de conhecimento público que a saúde de Ana estava se deteriorando e que os políticos britânicos estavam brigando pelo poder. Ela sofreu um derrame, ficando impossibilitada de falar, e morreu no dia 1 de agosto de 1714. A lista de regentes foi aberta, os membros prestaram juramento e Jorge foi proclamado rei da Grã-Bretanha e Irlanda. Ele ficou alguns dias em Haia porque ventos contrários impediram sua viagem, chegando na Inglaterra apenas em 18 de setembro. Jorge foi coroado em 20 de outubro na Abadia de Westminster. Sua coroação foi acompanhada de revoltas em mais de vinte cidades no país.
Jorge foi viver na Grã-Bretanha depois de 1714, apesar de ter visitado Hanôver em 1716, 1719, 1720, 1723 e 1725; no total, Jorge passou na Germânia um quinto de seu reinado. Uma cláusula no Decreto de Estabelecimento que proibia que o monarca deixasse o país sem permissão do parlamento foi rejeitada de forma unânime em 1716. Apenas na primeira visita o poder foi colocado nas mãos de seu filho, Jorge Augusto, Príncipe de Gales, em todas as outras ficou com o conselho regencial.

### Guerras e rebeliões

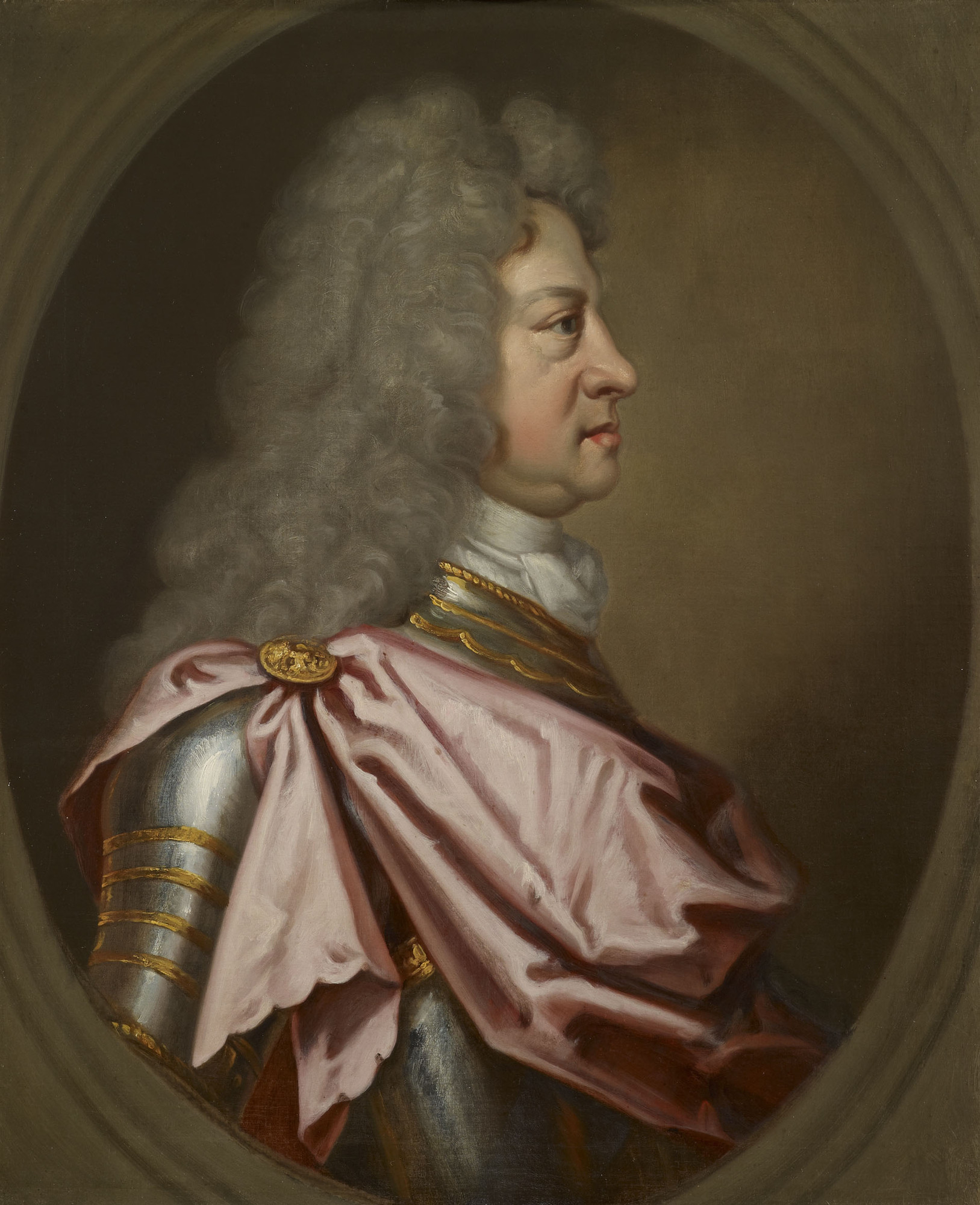
Jorge em 1715, por Godfrey Kneller, na Royal Collection

Um ano após a ascensão, os whigs tiveram uma enorme vitória na eleição geral. Vários membros dos tories simpatizaram com os jacobitas e alguns fizeram parte do levante que ficou conhecido como "Os Quinze". Eles queriam colocar no trono Jaime Francisco Eduardo Stuart (chamado de "Jaime III" por seus apoiadores e "o Pretendente" por seus inimigos), o meio-irmão católico de Ana. Os apoiadores do Pretendente, liderados pelo Lorde Mar, um nobre escocês que havia apoiado a Revolução Gloriosa, instigaram uma rebelião da Escócia, onde os apoiadores dos jacobitas estavam em maior número do que na Inglaterra. Entretanto, os Quinze foi um completo fracasso; os planos de batalha de Lorde Mar eram ruins e Jaime chegou tarde demais e com pouco dinheiro e armas. A rebelião tinha acabado ao final daquele ano. Em fevereiro de 1716, prestes a serem completamente derrotados, Lorde Mar e o Pretendente fugiram para a França. Apesar de algumas execuções e cassações, depois da rebelião ter sido derrotada Jorge agiu para moderar a resposta do governo, mostrando clemência e gastando o dinheiro das propriedades confiscadas em escolas na Escócia e no pagamento da dívida nacional.
A desconfiança que Jorge tinha com os tories ajudou a aumentar o poder dos whigs. O poder do partido cresceu tanto durante o reinado de Jorge que os tories voltariam ao poder apenas meio século depois. Após da eleição, o parlamento aprovou a Lei Septenal de 1715, que estendia a duração máxima do parlamento para sete anos (apesar do soberano ter o poder de dissolvê-lo antes). Dessa forma, os whigs poderiam permanecer no poder por um período ainda maior.
A relação de Jorge com seu filho, que sempre foi ruim, piorou depois dele tornar-se rei. Jorge Augusto, Príncipe de Gales, encorajava a oposição às políticas de seu pai, incluindo medidas feitas para aumentar a liberdade religiosa na Grã-Bretanha e expandir os territórios germânicos de Hanôver. Em 1717, após o nascimento de um dos filhos de Jorge Augusto, o rei e o príncipe tiveram uma grande discussão. Jorge, supostamente seguindo a tradição, nomeou o Lorde Camareiro, o Duque de Newcastle, como um dos padrinhos batismais da criança. O rei ficou bravo quando o príncipe insultou verbalmente o duque durante o batismo, que o duque por sua vez acabou interpretando como um desafio para um duelo. Ele recebeu ordem de deixar a residência real do Palácio de St. James. Sua nova casa, a Leicester House, virou um ponto de encontro dos oponentes políticos do rei. Jorge e Jorge Augusto posteriormente se reconciliaram após insistência de Sir Robert Walpole e o desejo de Carolina de Ansbach, a Princesa de Gales, de ver os filhos, que havia se mudado com seu marido e sentia saudades dos filhos que ficaram aos cuidados do rei. Porém, após a briga no batismo, a relação dos dois nunca mais foi muito cordial.
Jorge era bem ativo ao ditar as políticas internacionais inglesas. Ele contribuiu para a formação da Tripla Aliança em 1717, um liga anti-espanhola composta pela Grã-Bretanha, França e as Províncias Unidas dos Países Baixos. O Sacro Império Romano-Germânico foi adicionado no ano seguinte e a liga ficou conhecida como a Quádrupla Aliança. A subsequente Guerra da Quádrupla Aliança envolveu a mesmas questões da Guerra da Sucessão Espanhola; Filipe V da Espanha, que originalmente havia abandonado sua reivindicação ao trono francês de acordo com o Tratado de Utrech, decidiu ignorar o acordo após a morte de Luís XIV da França em 1715.
Os espanhóis também apoiaram uma invasão jacobita na Escócia em 1719, porém o mar revolto permitiu que apenas trezentos homens desembarcassem. Uma base de operações foi estabelecida em abril no Castelo de Eilean Donan, costa oeste escocesa, porém foi destruída por navios britânicos um mês depois. Os jacobitas conseguiram recrutar apenas cem escoceses para a rebelião. Eles estavam com pouquíssimos equipamentos e foram facilmente derrotados na Batalha de Glen Shiel. Os escoceses dispersaram nas Terras Altas e os espanhóis se renderam. A invasão nunca ameaçou seriamente o governo de Jorge. A Quádrupla Aliança derrotou as forças de Filipe V e os tronos espanhol e francês permaneceram separados.
Simultaneamente, Hanôver saiu-se bem com a resolução da Grande Guerra do Norte entre Suécia e Rússia pelo controle do mar Báltico. Os territórios suecos de Brema e Verden foram cedidos a Hanôver em 1719 sob pagamento de compensação pela perda da terra.

### Ministérios

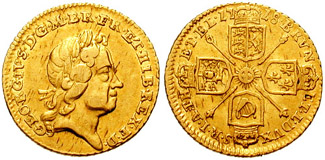
Uma moeda quarto-guinéu de 1718 de Jorge I da Grã-Bretanha

Em Hanôver, o rei era um monarca absoluto. Todos os gastos governamentais acima de cinquenta táleres (entre 12 e 13 libras esterlinas), a nomeação de todos os oficiais militares, ministros e oficiais do governo acima de copistas estavam sob seu controle pessoal. Em contraste, na Grã-Bretanha ele tinha de governar através do parlamento.
Quando os whigs chegaram ao poder em 1715, os principais ministros incluíam Sir Robert Walpole, o Visconde Townshend, Lorde Stanhope e o Conde de Sunderland. Dois anos depois, Lorde Townshend foi dispensado e Walpole renunciou ao gabinete por discordar dos colegas; Lorde Stanhope tornou-se chefe dos assuntos estrangeiros e Lorde Sunderland dos assuntos internos.
O poder de Lorde Sunderland começou a cair em 1719. Ele apresentou o Projeto de Lei do Pariato, que tinha a intenção de limitar o tamanho da Câmara dos Lordes ao restringir a criação de novos títulos. A medida teria solidificado seu poder na câmara ao impedir a criação de pariatos opositores, porém o projeto foi derrotado após Walpole liderar a oposição com "o discurso mais brilhante da sua carreira". Walpole e Townshend foram renomeados como ministros no ano seguinte e um novo governo whig, supostamente unificado, foi formado.
A especulação financeira e a administração da dívida nacional criaram maiores problemas. Alguns bônus do governo não podiam ser resgatados sem o consentimento do obrigacionista, e eles haviam sido emitidos quando as taxas de juros estavam altas; consequentemente, cada bônus significava perdas a longo prazo nas finanças públicas, já que eles raramente eram resgatados. Em 1719, a Companhia dos Mares do Sul propôs perdoar £31 milhões (cerca de três quintos) da dívida nacional britânica em troca de títulos públicos para ações da companhia. A companhia subornou Lorde Sunderland, Melusine von der Schulenburg e Charles Stanhope, primo de Lorde Stanhope, que era Secretário do Tesouro, para apoiar o plano. A companhia seduziu os obrigacionistas a converterem seus bônus irresgatáveis de altos juros em títulos de baixo interesse e de fácil troca, oferecendo ganhos financeiros aparentemente preferenciais. Os preços da companhia aumentaram rapidamente: as ações que custavam £128 em 1 de janeiro de 1720 chegaram a £ 500 em maio quando o esquema começou. Em 24 de junho, os preços alcançaram um pico de £ 1 050. Isso levou a uma flutuação especulativa nas outras empresas, algumas de natureza falsa, e o governo, tentando suprimir esses esquemas com o apoio da companhia, aprovou a Lei da Bolha. Com a elevação no mercado contida, vendas sem controle começaram em agosto, fazendo com que os títulos despencassem para £150 no final do mês seguinte. Várias pessoas, incluindo aristocratas, perderam enormes quantidades de dinheiro e chegaram a falência. Jorge, que estava em Hanôver desde junho, voltou para Londres em novembro, mais cedo do que ele queria e antes do esperado, a pedido do ministério.
A crise econômica, conhecida como Bolha dos Mares do Sul, deixou Jorge e seus ministros muito impopulares. Em 1721, Lorde Stanhope, apesar de inocente, desmaiou e morreu após um estressante debate na Câmara dos Lordes; em seguida, Lorde Sunderland renunciou de seu cargo. Ele manteve certa influência pessoal com Jorge até sua morte em 1722, permitindo a ascensão de Sir Robert Walpole. Walpole tornou-se o Primeiro-Ministro de facto, apesar do título não ter sido formalmente aplicado a ele (oficialmente, ele era o Primeiro Lorde do Tesouro e Chanceler do Tesouro Público). Sua gestão da crise dos Mares do Sul, ao reescalonar as dívidas e arranjar algumas compensações, ajudou a devolver à economia sua estabilidade. Jorge conseguiu evitar implicação direta nas ações fraudulentas da companhia através do hábil manejo de Walpole no parlamento. Afirmações que o rei recebeu títulos de graça como suborno não são apoiadas por evidências; na verdade, recibos nos Arquivos Reais mostram que ele pagou pelos títulos e perdeu dinheiro na crise.

### Últimos anos

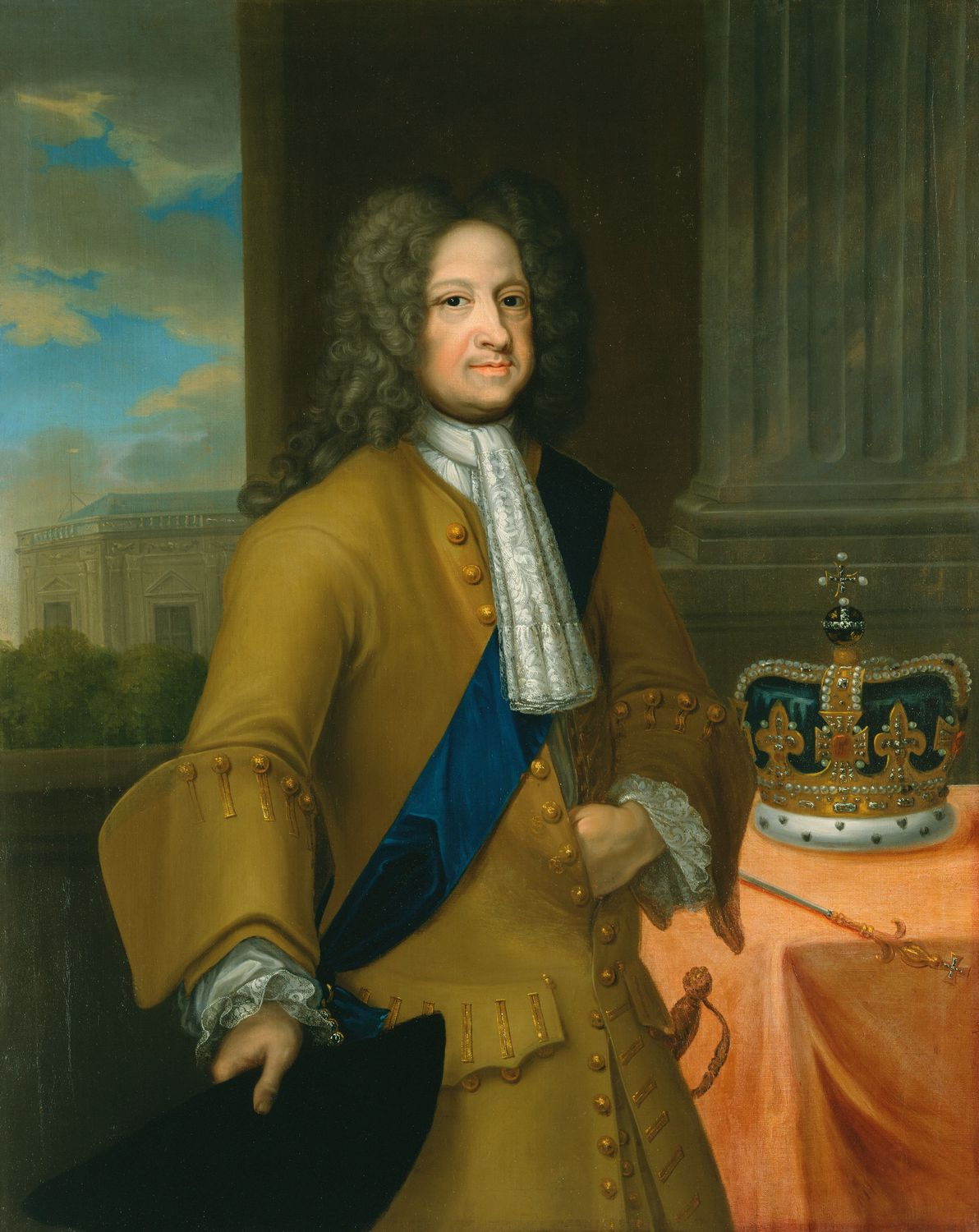
Jorge I, por Georg Wilhelm Lafontaine, na Royal Collection

Tal como solicitado por Walpole, Jorge reestabeleceu em 1725 a Ordem do Banho, permitindo que o ministro recompensasse ou ganhasse apoio político oferecendo a honra. Walpole ficou extremamente poderoso e conseguiu nomear ministros de sua própria escolha. Diferente de Ana, Jorge raramente participava de reuniões de gabinete; a maioria das suas comunicações eram privadas e ele tinha apenas uma influência substancial na política externa britânica. Com a ajuda de Lorde Townshend, ele conseguiu a ratificação do Tratado de Hanôver pela Grã-Bretanha, França e Prússia, que foi criado para contra-balançar o austro-espanhol Tratado de Viena e proteger o comércio britânico.
Embora cada vez mais dependente de Walpole, Jorge ainda sim poderia ter substituído seus ministros se assim desejasse. Walpole na verdade tinha medo de ser tirado do cargo ao final do reinado; esses medos terminaram quando o rei morreu durante sua sexta viagem a Hanôver desde que assumiu o trono. Jorge sofreu um derrame na estrada entre Delden e Nordhorn em 9 de junho de 1727, sendo levado para um palácio em Osnabruque onde morreu nas primeiras horas do dia 11 de junho aos 67 anos. Jorge foi enterrado na capela de Leineschloss, Hanôver, porém seus restos foram transferidos para uma capela nos Jardins de Herrenhausen depois da Segunda Guerra Mundial.
Ele foi sucedido por seu filho Jorge Augusto, que assumiu o trono como Jorge II da Grã-Bretanha. Foi amplamente aceito, até pelo próprio Walpole, que Jorge II planejava retirá-lo do cargo, porém ele foi impedido de fazer isso por sua esposa, Carolina de Ansbach; Walpole comandava uma substancial maioria no parlamento e Jorge II teve poucas opções senão mantê-lo no cargo ou arriscar uma instabilidade política. Nos reinados subsequentes, o poder do primeiro-ministro cresceu ainda mais e o do monarca diminuiu.

## Legado

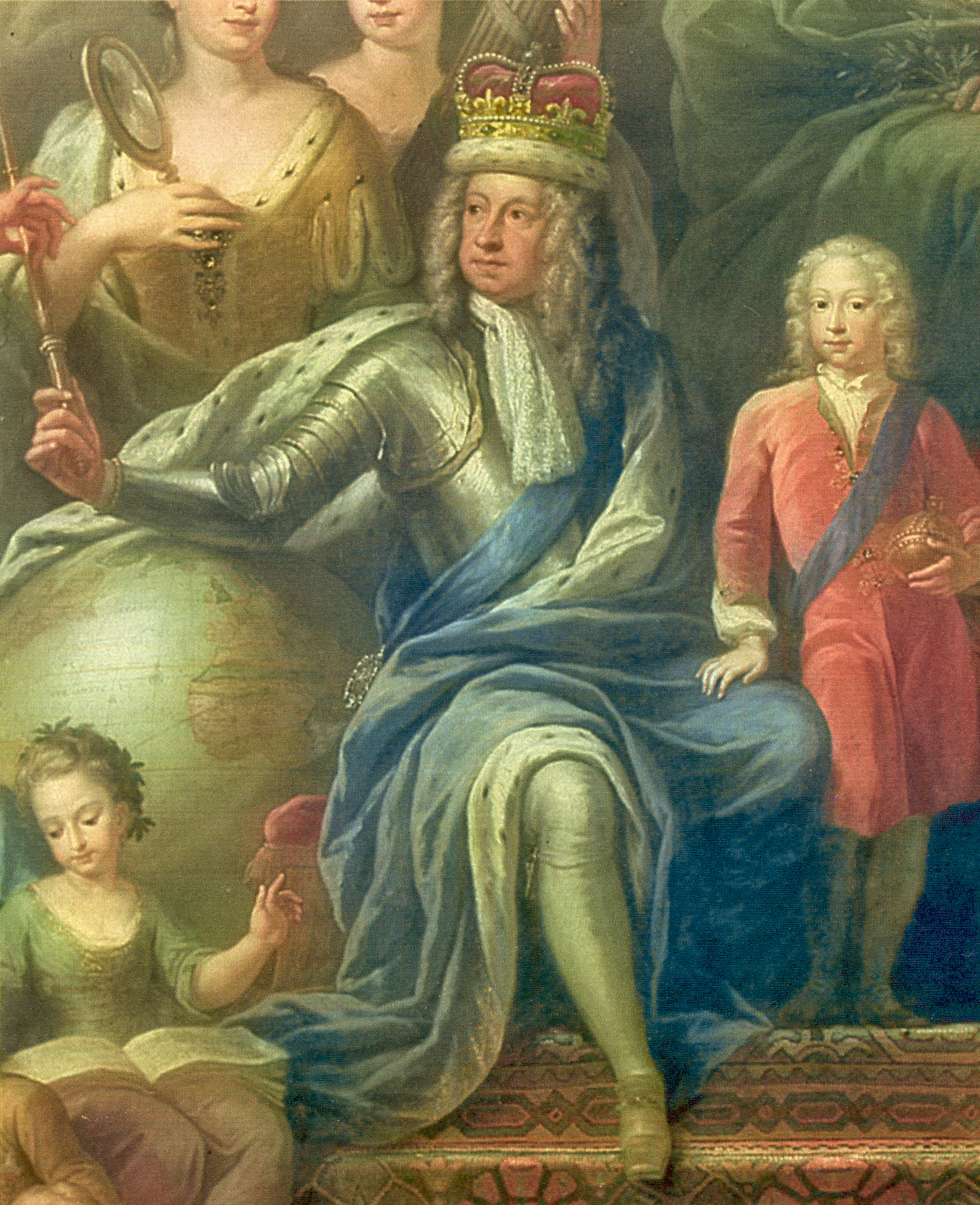
Jorge I da Grã-Bretanha cercado pela família, por James Thornhill

Jorge foi ridicularizado por seus súditos britânicos; alguns de seus contemporâneos, como a senhora Mary Wortley Montagu, achavam que lhe faltava inteligência por ser desajeitado em público. Apesar de não ser popular na Grã-Bretanha por sua suposta incapacidade de falar inglês, tal inabilidade pode não ter mais existido nos anos posteriores de seu reinado já que documentos da época mostram que ele entendia, falava e escrevia em inglês. Jorge certamente falava alemão e francês fluentemente, tinha um bom latim e também falava um pouco de italiano e holandês. O tratamento que deu a esposa Sofia Doroteia tornou-se um escândalo. Os britânicos o enxergavam como germânico demais e, na opinião do historiador Ragnhild Hatton, erroneamente acreditavam que ele tinha várias amantes germânicas. Porém, no resto da Europa, Jorge era visto como um governante progressivo que apoiava o Iluminismo e que permitia que seus críticos publicassem sem risco de grande censura, também acolhendo Voltaire quando o filósofo foi exilado de Paris em 1726. As fontes europeias e britânicas concordam que era reservado, comedido e prudente financeiramente; Jorge não gostava de ser o centro de eventos públicos, evitava o camarote real na ópera e frequentemente viajava anonimamente para a casa de amigos a fim de jogar cartas.
Apesar de sua impopularidade, o protestante Jorge I era visto pela maioria de seus súditos como um alternativa melhor do que o pretendente católico Jaime Stuart. William Makepeace Thackeray indica os sentimentos ambivalentes:
| “ | Seu coração estava em Hanôver. Ele tinha mais de cinquenta e quatro anos quando veio para nós. O acolhemos porque o queríamos, porque ele serviu a nossa vez. Nós rimos de seus jeitos rudes germânicos e zombamos dele ... Eu, por outro lado, teria ficado ao seu lado naqueles dias. Mesmo sendo cínico e egoísta, ele era melhor que um rei de St. Germains [Jaime Stuart] com as ordens do rei francês em seu bolso e um enxame de jesuítas em sua cola. | ” |

Escritores do século XIX como Thackeray, Sir Walter Scott e Lorde Mahon, eram dependentes dos tendenciosos relatos em primeira mão do século anterior como as memórias de Lorde Hervey, e encaravam a causa jacobita com olhos românticos, até mesmo simpáticos. Eles, por sua vez, influenciaram autores britânicos da primeira metade do século XX como G. K. Chesterton, que apresentaram tendências ainda maiores anti-germânicas e anti-protestantes em suas interpretações do reinado de Jorge. Entretanto, após a Segunda Guerra Mundial na Europa, historiadores abriram os arquivos e subsequentemente o sentimento nacionalista anti-germânico diminuiu. A vida e o reinado de Jorge foram reexplorados e sua personalidade, habilidades e motivos reavaliados de forma mais favorável. Como John H. Plumb escreveu:
| “ | Alguns historiadores exageraram a indiferença do rei para os assuntos ingleses e deixaram sua ignorância da língua inglesa parecer mais importante do que era. Ele tinha poucas dificuldades de comunicar-se com seus ministros em francês, e era profundo seu interesse em todas as questões tanto da política externa quanto da corte. | ” |

Mesmo assim, ainda é difícil definir a personalidade de Jorge I; ele era cordial e afetuoso nas cartas para sua filha, mas maçante e desajeitado em público. Talvez sua própria mãe o tenha resumido quando tentava "explicar para aqueles que o consideravam frio e muito sério que ele poderia ser alegre, que ele levava as coisas para o coração, que ele sentia as coisas profunda e sinceramente e que era mais sensível do que queria mostrar". Seja qual for seu verdadeiro caráter, ele herdou um trono precário e, por sabedoria política e astúcia ou por acidente e indiferença, o deixou nas mãos mais seguras dos hanoverianos e do parlamento.

## Títulos, estilos e brasões

### Títulos e estilos
- 28 de maio de 1660 – 18 de dezembro de 1679: Sua Alteza, o duque Jorge Luís de Brunsvique-Luneburgo[83]
- Outubro de 1692 – 23 de janeiro de 1698: Sua Alteza Serena, o Príncipe-Eleitor de Hanôver[83]
- 23 de janeiro de 1698 – 1 de agosto de 1714: Sua Alteza Sereníssima, o Arquitesoureiro do Sacro Império Romano e Príncipe-Eleitor, Duque de Brunsvique-Luneburgo[83]
- 1 de agosto de 1714 – 11 de junho de 1727: Sua Majestade, o Rei[84]

Na Grã-Bretanha, seu título completo era: Jorge, pela Graça de Deus, Rei da Grã-Bretanha, França e Irlanda, Duque de Brunsvique-Luneburgo, etc., Defensor da Fé.

### Brasões
Como rei, seu brasão era: esquatrelado, I goles, três leões passant guardant or em pala (pela Inglaterra) empalando or, um leão rampant dentro de um treassure goles (pela Escócia); II azure, três flores-de-lis or (pela França); III azure, uma harpa or com cordas argento (pela Irlanda); IV, terciado em pala e em asna (por Hanôver), I goles, dois leões passant guardant or (por Brunsvique), II or, uma semé de corações goles, um leão rampant azure (por Luneburgo), III goles, um cavalo courant argento (por Vestfália); em cima um escudo interior goles com a coroa de Carlos Magno em or (pela dignidade do Arquitesoureiro do Sacro Império Romano-Germânico).
| Brasão de Jorge I Luís como Eleitor Designado de Hanôver (1698–1708) | Brasão de Jorge I Luís como Eleitor de Hanôver (1708–1714) | Brasão de Jorge I como Rei da Grã-Bretanha e Irlanda (1714–1727) | Brasão de Jorge I na Escócia (1714–1727) |

## Descendência
| Nome                                       | Nascimento            | Morte                  | Notas                                                                     |
| ------------------------------------------ | --------------------- | ---------------------- | ------------------------------------------------------------------------- |
| Com Sofia Doroteia de Brunsvique-Luneburgo |                       |                        |                                                                           |
| Jorge II da Grã-Bretanha                   | 9 de novembro de 1683 | 22 de outubro de 1760  | Casou-se com Carolina de Ansbach, com descendência.                       |
| Sofia Doroteia de Hanôver                  | 26 de março de 1687   | 28 de junho de 1757    | Casou-se com Frederico Guilherme I da Prússia, com descendência.          |
| Com Melusine von der Schulenburg           |                       |                        |                                                                           |
| Ana Luísa Sofia von der Schulenburg        | janeiro de 1692       | 1773                   | Casou-se com Ernesto Augusto Filipe von dem Bussche-Ippenburg.            |
| Petronilla Melusina von der Schulenburg    | 1693                  | 16 de setembro de 1778 | Casou-se com Philip Stanhope, 4º Conde de Chesterfield, sem descendência. |
| Margarida Gertrude von Oeynhausen          | 1701                  | 1726                   | Casou-se com Alberto Wolfgang, Conde de Schaumburg-Lippe.                 |

## Árvore genealógica
Esta árvore genealógica mostra a ligação de Jorge I com Jaime VI & I e outros monarcas britânicos:
|                              |                              |                              |                              |                              |                              |  |  |                     |                     |                     |                     |                     |                     |  |  |                          |                          | Jaime VI & I 1566–1625   |                          |                          |                          |  |  |                 |                 |                 |                 |                  |                  |                  |                  |                   |                   |                    |                    |                           |                           |                           |                           |                           |                           |                          |                          |                           |                           |                           |                           |                           |                           |  |  |  |  |  |  |  |  |  |  |  |  |  |  |  |  |
|                              |                              |                              |                              |                              |                              |  |  |                     |                     |                     |                     |                     |                     |  |  |                          |                          |                          |                          |                          |                          |  |  |                 |                 |                 |                 |                  |                  |                  |                  |                   |                   |                    |                    |                           |                           |                           |                           |                           |                           |                          |                          |                           |                           |                           |                           |                           |                           |  |  |  |  |  |  |  |  |  |  |  |  |  |  |  |  |
|                              |                              |                              |                              |                              |                              |  |  |                     |                     |                     |                     |                     |                     |  |  |                          |                          |                          |                          |                          |                          |  |  |                 |                 |                 |                 |                  |                  |                  |                  |                   |                   |                    |                    |                           |                           |                           |                           |                           |                           |                          |                          |                           |                           |                           |                           |                           |                           |  |  |  |  |  |  |  |  |  |  |  |  |  |  |  |  |
|                              |                              |                              |                              |                              |                              |  |  | Carlos I 1600–1649  | Carlos I 1600–1649  | Carlos I 1600–1649  | Carlos I 1600–1649  | Carlos I 1600–1649  | Carlos I 1600–1649  |  |  |                          |                          |                          |                          |                          |                          |  |  |                 |                 |                 |                 | Isabel 1596–1662 | Isabel 1596–1662 | Isabel 1596–1662 | Isabel 1596–1662 | Isabel 1596–1662  | Isabel 1596–1662  |                    |                    |                           |                           | Jorge 1582–1641           | Jorge 1582–1641           | Jorge 1582–1641           | Jorge 1582–1641           | Jorge 1582–1641          | Jorge 1582–1641          |                           |                           |                           |                           |                           |                           |  |  |  |  |  |  |  |  |  |  |  |  |  |  |  |  |
|                              |                              |                              |                              |                              |                              |  |  | Carlos I 1600–1649  | Carlos I 1600–1649  | Carlos I 1600–1649  | Carlos I 1600–1649  | Carlos I 1600–1649  | Carlos I 1600–1649  |  |  |                          |                          |                          |                          |                          |                          |  |  |                 |                 |                 |                 | Isabel 1596–1662 | Isabel 1596–1662 | Isabel 1596–1662 | Isabel 1596–1662 | Isabel 1596–1662  | Isabel 1596–1662  |                    |                    |                           |                           | Jorge 1582–1641           | Jorge 1582–1641           | Jorge 1582–1641           | Jorge 1582–1641           | Jorge 1582–1641          | Jorge 1582–1641          |                           |                           |                           |                           |                           |                           |  |  |  |  |  |  |  |  |  |  |  |  |  |  |  |  |
|                              |                              |                              |                              |                              |                              |  |  |                     |                     |                     |                     |                     |                     |  |  |                          |                          |                          |                          |                          |                          |  |  |                 |                 |                 |                 |                  |                  |                  |                  |                   |                   |                    |                    |                           |                           |                           |                           |                           |                           |                          |                          |                           |                           |                           |                           |                           |                           |  |  |  |  |  |  |  |  |  |  |  |  |  |  |  |  |
| Maria 1631–1660              | Maria 1631–1660              | Maria 1631–1660              | Maria 1631–1660              | Maria 1631–1660              | Maria 1631–1660              |  |  | Carlos II 1630–1685 | Carlos II 1630–1685 | Carlos II 1630–1685 | Carlos II 1630–1685 | Carlos II 1630–1685 | Carlos II 1630–1685 |  |  | Jaime II & VII 1633–1701 | Jaime II & VII 1633–1701 | Jaime II & VII 1633–1701 | Jaime II & VII 1633–1701 | Jaime II & VII 1633–1701 | Jaime II & VII 1633–1701 |  |  |                 |                 |                 |                 | Sofia 1630–1714  | Sofia 1630–1714  | Sofia 1630–1714  | Sofia 1630–1714  | Sofia 1630–1714   | Sofia 1630–1714   |                    |                    | Ernesto Augusto 1629–1698 | Ernesto Augusto 1629–1698 | Ernesto Augusto 1629–1698 | Ernesto Augusto 1629–1698 | Ernesto Augusto 1629–1698 | Ernesto Augusto 1629–1698 |                          |                          | Jorge Guilherme 1624–1705 | Jorge Guilherme 1624–1705 | Jorge Guilherme 1624–1705 | Jorge Guilherme 1624–1705 | Jorge Guilherme 1624–1705 | Jorge Guilherme 1624–1705 |  |  |  |  |  |  |  |  |  |  |  |  |  |  |  |  |
| Maria 1631–1660              | Maria 1631–1660              | Maria 1631–1660              | Maria 1631–1660              | Maria 1631–1660              | Maria 1631–1660              |  |  | Carlos II 1630–1685 | Carlos II 1630–1685 | Carlos II 1630–1685 | Carlos II 1630–1685 | Carlos II 1630–1685 | Carlos II 1630–1685 |  |  | Jaime II & VII 1633–1701 | Jaime II & VII 1633–1701 | Jaime II & VII 1633–1701 | Jaime II & VII 1633–1701 | Jaime II & VII 1633–1701 | Jaime II & VII 1633–1701 |  |  |                 |                 |                 |                 | Sofia 1630–1714  | Sofia 1630–1714  | Sofia 1630–1714  | Sofia 1630–1714  | Sofia 1630–1714   | Sofia 1630–1714   |                    |                    | Ernesto Augusto 1629–1698 | Ernesto Augusto 1629–1698 | Ernesto Augusto 1629–1698 | Ernesto Augusto 1629–1698 | Ernesto Augusto 1629–1698 | Ernesto Augusto 1629–1698 |                          |                          | Jorge Guilherme 1624–1705 | Jorge Guilherme 1624–1705 | Jorge Guilherme 1624–1705 | Jorge Guilherme 1624–1705 | Jorge Guilherme 1624–1705 | Jorge Guilherme 1624–1705 |  |  |  |  |  |  |  |  |  |  |  |  |  |  |  |  |
|                              |                              |                              |                              |                              |                              |  |  |                     |                     |                     |                     |                     |                     |  |  |                          |                          |                          |                          |                          |                          |  |  |                 |                 |                 |                 |                  |                  |                  |                  |                   |                   |                    |                    |                           |                           |                           |                           |                           |                           |                          |                          |                           |                           |                           |                           |                           |                           |  |  |  |  |  |  |  |  |  |  |  |  |  |  |  |  |
|                              |                              |                              |                              |                              |                              |  |  |                     |                     |                     |                     |                     |                     |  |  |                          |                          |                          |                          |                          |                          |  |  |                 |                 |                 |                 |                  |                  |                  |                  |                   |                   |                    |                    |                           |                           |                           |                           |                           |                           |                          |                          |                           |                           |                           |                           |                           |                           |  |  |  |  |  |  |  |  |  |  |  |  |  |  |  |  |
| Guilherme III & II 1650–1702 | Guilherme III & II 1650–1702 | Guilherme III & II 1650–1702 | Guilherme III & II 1650–1702 | Guilherme III & II 1650–1702 | Guilherme III & II 1650–1702 |  |  | Maria II 1662–1694  | Maria II 1662–1694  | Maria II 1662–1694  | Maria II 1662–1694  | Maria II 1662–1694  | Maria II 1662–1694  |  |  | Ana 1665–1714            | Ana 1665–1714            | Ana 1665–1714            | Ana 1665–1714            | Ana 1665–1714            | Ana 1665–1714            |  |  | Jaime 1688–1766 | Jaime 1688–1766 | Jaime 1688–1766 | Jaime 1688–1766 | Jaime 1688–1766  | Jaime 1688–1766  |                  |                  | Jorge I 1660–1727 | Jorge I 1660–1727 | Jorge I 1660–1727  | Jorge I 1660–1727  | Jorge I 1660–1727         | Jorge I 1660–1727         |                           |                           |                           |                           |                          |                          | Sofia Doroteia 1666–1726  | Sofia Doroteia 1666–1726  | Sofia Doroteia 1666–1726  | Sofia Doroteia 1666–1726  | Sofia Doroteia 1666–1726  | Sofia Doroteia 1666–1726  |  |  |  |  |  |  |  |  |  |  |  |  |  |  |  |  |
| Guilherme III & II 1650–1702 | Guilherme III & II 1650–1702 | Guilherme III & II 1650–1702 | Guilherme III & II 1650–1702 | Guilherme III & II 1650–1702 | Guilherme III & II 1650–1702 |  |  | Maria II 1662–1694  | Maria II 1662–1694  | Maria II 1662–1694  | Maria II 1662–1694  | Maria II 1662–1694  | Maria II 1662–1694  |  |  | Ana 1665–1714            | Ana 1665–1714            | Ana 1665–1714            | Ana 1665–1714            | Ana 1665–1714            | Ana 1665–1714            |  |  | Jaime 1688–1766 | Jaime 1688–1766 | Jaime 1688–1766 | Jaime 1688–1766 | Jaime 1688–1766  | Jaime 1688–1766  |                  |                  | Jorge I 1660–1727 | Jorge I 1660–1727 | Jorge I 1660–1727  | Jorge I 1660–1727  | Jorge I 1660–1727         | Jorge I 1660–1727         |                           |                           |                           |                           |                          |                          | Sofia Doroteia 1666–1726  | Sofia Doroteia 1666–1726  | Sofia Doroteia 1666–1726  | Sofia Doroteia 1666–1726  | Sofia Doroteia 1666–1726  | Sofia Doroteia 1666–1726  |  |  |  |  |  |  |  |  |  |  |  |  |  |  |  |  |
|                              |                              |                              |                              |                              |                              |  |  |                     |                     |                     |                     |                     |                     |  |  |                          |                          |                          |                          |                          |                          |  |  |                 |                 |                 |                 |                  |                  |                  |                  |                   |                   |                    |                    |                           |                           |                           |                           |                           |                           |                          |                          |                           |                           |                           |                           |                           |                           |  |  |  |  |  |  |  |  |  |  |  |  |  |  |  |  |
|                              |                              |                              |                              |                              |                              |  |  |                     |                     |                     |                     |                     |                     |  |  |                          |                          |                          |                          |                          |                          |  |  |                 |                 |                 |                 |                  |                  |                  |                  |                   |                   |                    |                    |                           |                           |                           |                           |                           |                           |                          |                          |                           |                           |                           |                           |                           |                           |  |  |  |  |  |  |  |  |  |  |  |  |  |  |  |  |
|                              |                              |                              |                              |                              |                              |  |  |                     |                     |                     |                     |                     |                     |  |  | Guilherme 1689–1700      | Guilherme 1689–1700      | Guilherme 1689–1700      | Guilherme 1689–1700      | Guilherme 1689–1700      | Guilherme 1689–1700      |  |  |                 |                 |                 |                 |                  |                  |                  |                  |                   |                   | Jorge II 1683–1760 | Jorge II 1683–1760 | Jorge II 1683–1760        | Jorge II 1683–1760        | Jorge II 1683–1760        | Jorge II 1683–1760        |                           |                           | Sofia Doroteia 1687–1757 | Sofia Doroteia 1687–1757 | Sofia Doroteia 1687–1757  | Sofia Doroteia 1687–1757  | Sofia Doroteia 1687–1757  | Sofia Doroteia 1687–1757  |                           |                           |  |  |  |  |  |  |  |  |  |  |  |  |  |  |  |  |